# Emilio Arenales Catalán
Emilio Arenales Catalán (Ciudad de Guatemala, 10 de mayo de 1922-Ciudad de Guatemala, 17 de abril de 1969) fue un connotado diplomático guatemalteco y Ministro de Relaciones Exteriores de Guatemala durante el gobierno del licenciado Julio César Méndez Montenegro desde 1966, hasta 1968, año en que fue designado como presidente de la Vigésimo Tercera Asamblea General de las Naciones Unidas de 1968 a 1969.

## Biografía
Arenales Catalán se recibió de Bachiller en Ciencias y Letras en el «Instituto Modelo» en la ciudad de Guatemala, y luego de licenciado y Master en Ciencias Jurídicas y Sociales de la Facultad de Derecho y Notariado del Centro en 1945.  En 1943 fue miembro del Consejo Superior Universitario de la Universidad Nacional —nombre que tuvo la Universidad de San Carlos entre 1875 y 1918 y entre 1920 y 1944— y en 1944 presidente de la Asociación Legal de Guatemala. Se casó con la señora Lucy Dorión Cabarrus y tuvo cuatro hijos: Rodrigo,  Álvaro, María de la Luz y María de los Ángeles Arenales Dorión.

### Trabajo en las Naciones Unidas

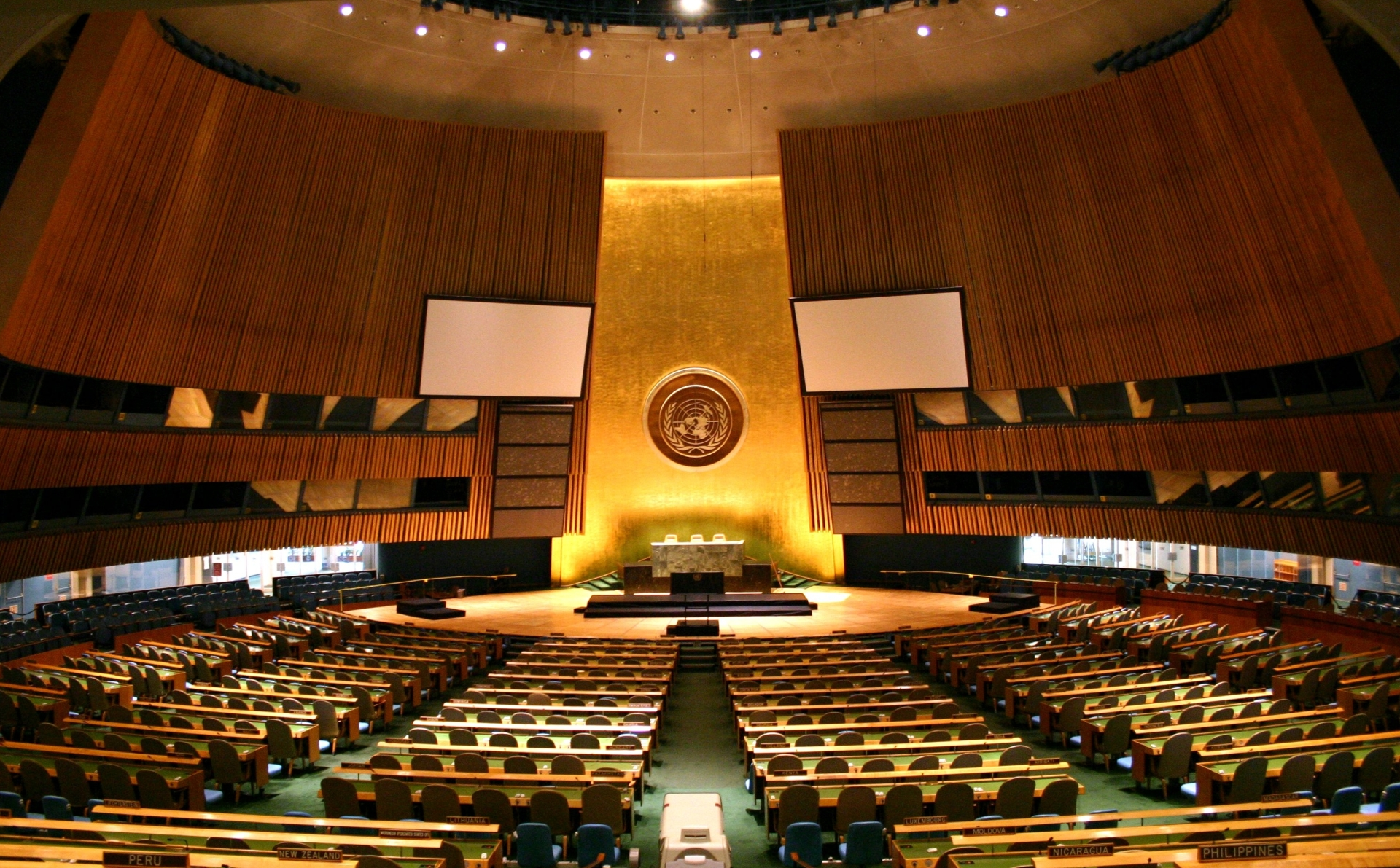
Salón de la Asamblea General de las Naciones Unidas. Arenales Catalán fue presidente de la 23.ª. Asamblea General en 1968-69.

En 1947 fue el representante en jefe de la Misión para América Latina de la UNESCO, junto con Sir Julian Huxley y el profesor Samuel Ramos, cuya misión visitó a cada uno de los países de América Latina invitándolos a participar en la primera Conferencia General de la UNESCO. En 1948, propuso un plan para organizar las Comisiones Nacional de los países miembros, basado en la experiencia de la Liga de las Naciones y el Instituto Internacional de Cooperación Intelectual; cuando el plan fue aceptado, fue nombrado como emisario de la UNESCO para viajar a numerosos países latinoamericanos y promover la creación o reorganización de las Comisiones Nacionales.  Durante el gobierno del doctor Juan José Arévalo regresó a Guatemala y se dedicó a su práctica profesional.  Tras el derrocamiento de Jacobo Arbenz es enviado nuevamente ante las Naciones Unidas por el gobierno de Carlos Castillo Armas como embajador y representante permanente de Guatemala, con motivo de celebrarse los primeros 10 años de existencia de la ONU en San Francisco, California. Fungió como representante de Guatemala ante la ONU hasta 1958, en que el gobierno de Miguel Ydígoras Fuentes lo sustituyó de su cargo diplomático; entonces regresó a Guatemala y se dedicó a su bufete profesional hasta 1966, en que el presidente Julio César Méndez Montenegro lo nombró Ministro de Relaciones Exteriores de Guatemala; como Canciller guatemalteco, fue nombrado como presidente de la Vigésimo Tercera Asamblea General de las Naciones Unidas, para la cual contrató los servicios del periodista guatemalteco Jorge Palmieri, como secretario de Relaciones Públicas.
| Año       | Descripción | Lugar                             |
| --------- | --- | --------------------------------- |
| 1946      | Asociado con la Organización Educativa, Científica y Cultura de las Naciones Unidas (UNESCO). | N/A                               |
| 1946      | Fundador y Jefe de la División de Relaciones Exteriores de las Naciones Unidas y sus agencias especializadas. | N/A                               |
| 1946-1948 | Asesor legal de Comisión Preparatoria de la UNESCO. | N/A                               |
| 1946-1949 | Representante en Jefe de la Sección de Relaciones Exteriores y asesor de la UNESCO de dicha sección.. | N/A                               |
| 1947      | Secretario asistente de la Comisión de Relaciones Exteriores y Asuntos Administrativos de la primera Conferencia General de la UNESCO | México                            |
| 1948      | Representante de la UNESCO en la Conferencia Panamericana | Bogotá · ( Colombia)              |
| 1948      | Jefe de la Misión Latinoamericana de la UNESCO | N/A                               |
| 1948      | Secretario General de la Conferencia Internacional de la UNESCO en la Amazonia | Lima · ( Perú) Manaus · ( Brasil) |
| 1948      | Secretario General de la Conferencia Regional de la UNESCO | Montevideo · ( Uruguay)           |
| 1948      | Secretario de la Comisión de Relaciones Exteriores y Asuntos Administrativos en la Segunda Asamblea General de la UNESCO | Beirut ( Líbano)                  |
| 1954-1955 | Asistió a la novena y décima Asamblea General de las Naciones Unidas como delegado de la quinta y sexta sesiones del Comité de las Naciones Unidas para los territorios no-independientes, y estuvo a cargo de la cuarta comisión: Asuntos Coloniales. | Estados Unidos                    |
| 1955      | Vicepresidente del Comité de las Naciones Unidas para territorios no-independientes. | N/A                               |
| 1956      | Director de la Comisión para Asuntos Políticos | N/A                               |
| 1956      | Presidente del Comité Financiero de la Comisión de las Naciones Unidas para territorios no-independientes. | N/A                               |
| 1956      | Presidente de la Comisión de las Naciones Unidas para territorios no-independientes. | N/A                               |
| 1957      | Jefe de la Comisión de Asuntos Políticos y Presidente de la Comisión Política Especial de la Duodécima Asamblea General de las Naciones Unidas. | N/A                               |
| 1957      | Vicepresidente del Consejo de Representantes de las Naciones Unidas. | N/A                               |
| 1958      | Presidente del Consejo de Representantes de las Naciones Unidas y Presidente del Grupo de Embajadores Latinoamericanos ante las Naciones Unidas | Nueva York Estados Unidos         |
| 1968-1969 | Presidente de la Vigésimo tercera Asamblea General de las Naciones Unidas | Nueva York Estados Unidos         |

### Asesinato del embajador de Estados Unidos en Guatemala
En 1968, fue asesinado el embajador norteamericano John Gordor Mein a escasas cuadras de la Embajada de los Estados Unidos, al salir de un almuerzo con Arenales Catalán.  Aparentemente, las Fuerzas Armadas Rebeldes (FAR) intentaron secuestrarlo, pero lo mataron cuando intento huir.  En 2003, el entonces embajador de Estados Unidos en Guatemala, John Hamilton, describió el asesinato de su colega John Gordon Mein de la siguiente manera: «Eran las 3:30 de la tarde. El Embajador, de 54 años, iba de regreso a la Embajada después de participar en un almuerzo ofrecido por el entonces Ministro de Relaciones Exteriores, Emilio Arenales Catalán. Estaba a sólo unas diez calles de la Embajada. En lo que parece haber sido un frustrado intento de secuestro, su carro fue detenido sobre la Avenida de la Reforma por dos autos que le bloquearon el paso. Dos hombres salieron del carro que paró frente al suyo, y le ordenaron que saliera y que subiera a uno de los vehículos. El Embajador empezó a correr y le dispararon. Los atacantes huyeron del lugar y el embajador cayó al pie del monumento a Lorenzo Montúfar.»

## Muerte
Arenales Catalán era un fumador empedernido y en 1969 descubrió que tenía un tumor cerebral que acabó con su vida, el 17 de abril de ese año en la Ciudad de Guatemala.
| Predecesor: Corneliu Mănescu | Presidente de la Asamblea General de las Naciones Unidas 1968-1969 | Sucesor: Angie Elisabeth Brooks |